# Sebina
Sebina – wieś w Botswanie w dystrykcie Central. Według spisu ludności z 2011 roku wieś liczyła 3276 mieszkańców.